# 奧格登鎮區 (伊利諾伊州尚佩恩縣)
奧格登鎮區（英語：Ogden Township）是位於美國伊利諾伊州尚佩恩縣的一個行政鎮區。

## 地方資料
根據2010年美國人口普查的數據，奧格登鎮區的面積為97.40平方千米，當中陸地面積為97.32平方千米，而水域面積為0.08平方千米。當地共有人口1667人，而人口密度為每平方千米17.11人。